# Efferia aurivestitus
Efferia aurivestitus este o specie de muște din genul Efferia, familia Asilidae. A fost descrisă pentru prima dată de James Stewart Hine în anul 1919. Conform Catalogue of Life specia Efferia aurivestitus nu are subspecii cunoscute.